# Narspi (musical)
Narspi è un musical composto da Nikolaj Nilovič Kazakov e Boris Borisovič Čindykov sulla base del poema  "Narspi" di Konstantin Vasil'evič Ivanov. Il Debutto avvenne alla Filarmonica di Čeboksary nei giorni 20-21 marzo 2008, sotto il patrocinio del Ministero della Cultura Ciuvascia.
L'opera si ispira al poema di Ivanov, che narra le vicende d'amore di Narspi e Setner, come una sorta di Romeo e Giulietta ciuvasci, nella dura realtà della Russia zarista dei primi del Novecento.

## Attori e Ruoli
- Natal’ja Il’c (Narspi)
- Aleksandr Vasil’ev (Setner)[1]